# Contea di Dewey (Oklahoma)
La contea di Dewey (in inglese Dewey County) è una contea dello Stato dell'Oklahoma, negli Stati Uniti. La popolazione al censimento del 2000 era di 4 743 abitanti. Il capoluogo di contea è Taloga.